# Dan Reeves (entrenador de fútbol americano)
Daniel Edward Reeves (Rome, Georgia; 19 de enero de 1944-Atlanta, Georgia; 1 de enero de 2022) fue un corredor y entrenador de fútbol americano en la National Football League

## Biografía
Durante sus 38 años en la NFL, Reeves participó en nueve Super Bowls, la tercera mayor cantidad para un individuo. Se desempeñó como entrenador en jefe durante veintitrés temporadas desde 1981 hasta 2003, principalmente con los Denver Broncos y los Atlanta Falcons. Como jugador, pasó la totalidad de su carrera de ocho temporadas con los Dallas Cowboys, quienes lo contrataron como agente libre no reclutado en el draft en 1965. 
Fue incluido en el Anillo de la Fama de los Broncos en 2014.